# ゼンネボーゲン
ゼネボーゲン（Sennebogen Maschinenfabrik GmbH、ゼネボーゲン・マシーネンファブリーク・ゲーエムベーハー）は、ドイツの建機メーカー。バイエルン州のシュトラウビング（Straubing）に本社を構える。
1952年、エーリッヒ・ゼネボーゲン（Erich Sennebogen）によって創立された。創業当初は農機メーカーであった。

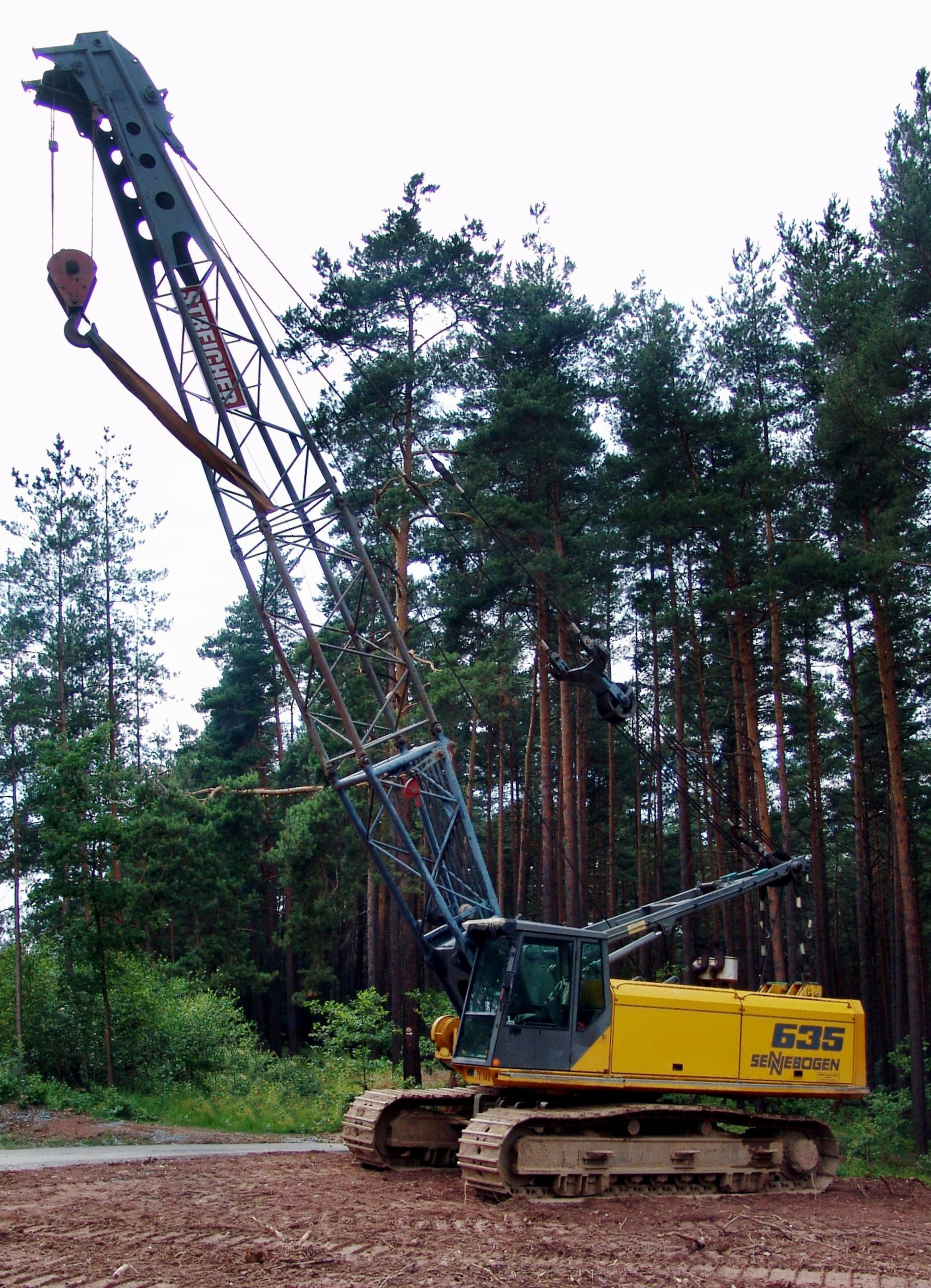

## 製品

### クローラクレーン
2200（80トン）、3300 Star-Lifter（125トン）、4400 Star-Lifter（150トン）、5500 Star-Lifter（180トン）

### モバイルクレーン
680 HMC（45トン）、6100 HD（100トン）、6100 HMC（60トン）、6130 HD（70トン）、6130 HMC（70トン）、6180 HD（100トン）、6180 HMC（100トン）

### トラッククレーン
HPC 35（35トン）、HPC 40（40トン）